# Competencia asimétrica por tamaño
La competencia asimétrica por tamaño se refiere a situaciones en las que individuos más grandes explotan cantidades desproporcionadamente mayores de recursos cuando compiten con individuos más pequeños. Este tipo de competencia es común entre las plantas pero también existe entre los animales. La competencia asimétrica por tamaño generalmente resulta de grandes individuos que monopolizan el recurso por "preferencia" es decir, explotar el recurso antes de que individuos más pequeños puedan obtenerlo. La competencia asimétrica por tamaño tiene efectos importantes en la estructura y diversidad de la población dentro de las comunidades ecológicas.

## Definición de asimetría de tamaño
La competencia de recursos puede variar de simétrica completa (todos los individuos reciben la misma cantidad de recursos, independientemente de su tamaño, conocido también como competencia de codificación) a simétrica de tamaño perfecto (todos los individuos explotan la misma cantidad de recurso por unidad de biomasa) a asimétrica de tamaño absoluto (los individuos más grandes explotan todos los recursos disponibles). El grado de asimetría de tamaño puede describirse mediante el parámetro θ en la siguiente ecuación que se centra en la partición del recurso r entre n individuos de tamaños Bj.
{\displaystyle r_{i}=r(B_{i})^{\theta }}
{\displaystyle /\sum _{j=1}^{n}(B_{j})^{\theta }}
ri se refiere a la cantidad de recursos consumidos por el individuo i en el vecindario de j. Cuando θ = 1, la competencia tiene un tamaño simétrico perfecto, por ejemplo, si un individuo grande es dos veces el tamaño de su competidor más pequeño, el individuo grande adquirirá el doble de la cantidad de ese recurso (es decir, ambos individuos explotarán la misma cantidad de recurso por unidad de biomasa) Cuando θ> 1 la competencia es asimétrica en tamaño, por ejemplo, si un individuo grande es dos veces el tamaño de su competidor más pequeño y θ = 2, el individuo grande adquirirá cuatro veces la cantidad de ese recurso (es decir, el individuo grande explotará dos veces la cantidad de recurso por unidad de biomasa). A medida que aumenta θ, la competencia se vuelve más asimétrica y las plantas más grandes obtienen mayores cantidades de recursos por unidad de biomasa en comparación con las plantas más pequeñas. 

## Diferencias en la asimetría de tamaño entre los recursos en las comunidades vegetales
La competencia entre las plantas por la luz es asimétrica en tamaño debido a la direccionalidad de su suministro. Las hojas superiores sombrean las hojas inferiores pero no al revés. La competencia por los nutrientes parece ser relativamente simétrica en tamaño, aunque se ha planteado la hipótesis de que una distribución irregular de nutrientes en el suelo puede conducir a una asimetría de tamaño en la competencia entre las raíces. No se sabe nada sobre la asimetría de tamaño de la competencia por el agua. 

## Implicación para las comunidades vegetales
Se ha demostrado que varios procesos y patrones ecológicos se ven afectados por el grado de asimetría de tamaño, por ejemplo, sucesión, distribución de biomasa, respuesta de pastoreo, crecimiento de la población, funcionamiento del ecosistema, convivencia y riqueza de especies. Una gran cantidad de evidencia muestra que la pérdida de especies después del enriquecimiento de nutrientes eutrofización) está relacionada con la competencia ligera. Sin embargo, todavía hay un debate sobre si este fenómeno está relacionado con la asimetría de tamaño de la competencia ligera o con otros factores.
Los supuestos contrastantes sobre la asimetría de tamaño caracterizan las dos teorías principales y competidoras en ecología vegetal, la teoría R* y la teoría CSR. La teoría R * supone que la competencia es simétrica en tamaño y, por lo tanto, predice que la capacidad competitiva en la naturaleza resulta de la capacidad de resistir un bajo nivel de recursos (conocida como la regla R*). En contraste, la teoría de la CSR supone que la competencia es asimétrica en tamaño y, por lo tanto, predice que la capacidad competitiva en la naturaleza resulta de la capacidad de crecer rápidamente y alcanzar un gran tamaño.
La competencia asimétrica por tamaño también afecta varios procesos evolutivos en relación con la selección de rasgos. La evolución de la altura de la planta está muy afectada por la competencia ligera asimétrica. La teoría predice que solo bajo una competencia ligera asimétrica, las plantas crecerán hacia arriba e invertirán en la producción de madera a expensas de la inversión en hojas o en órganos reproductivos (flores y frutos). De acuerdo con esto, hay evidencia de que la altura de la planta aumenta a medida que aumenta la disponibilidad de agua, presumiblemente debido al aumento en la importancia relativa de la competencia asimétrica por la luz. Del mismo modo, la inversión en el tamaño de las semillas a expensas de su número puede ser más efectiva en la competencia de recursos asimétricos de menor tamaño, ya que las semillas más grandes tienden a producir plántulas más grandes que son mejores competidores. La competencia asimétrica por tamaño puede explotarse en el manejo de comunidades de plantas, como la supresión de la maleza en los campos de cultivo. Las malas hierbas son un problema mayor para el agricultor en ambientes secos que en ambientes húmedos, en gran parte porque los cultivos pueden suprimir las malezas de manera mucho más efectiva, la competencia asimétrica por la luz de menor tamaño que en una competencia más simétrica por debajo del suelo. 